# اس شانکار
اس شانکار (انگلیسی: S. Shankar؛ زادهٔ ۱۷ اوت ۱۹۶۳) یک کارگردان، تهیه‌کننده، فیلم‌نامه‌نویس، و هنرپیشه اهل هند است.
وی کارگردان فیلم‌هایی همچون جنتلمن، پسرها، روبات، سیواجی و من بوده است.